# Calle Nyland
Carl Rudolf Emanuel Nyland, född 20 januari 1907 i Kristinehamn, Värmlands län, död 18 september 1995 i Kopparberg, Ljusnarsbergs kommun, Örebro län, var en svensk målare, grafiker och tecknare verksam i Kopparberg.
Nyland studerade vid Wilhelmsons målarskola 1925 och på Maison Watteau i Paris 1929, han for 1934 till Lofoten för en kombinerad studie- och målarresa. Han ställde ut separat i Gävle 1931, Lilla salongen i Stockholm 1932 och tillsammans med Einar Persson i Karlskoga 1950. Han har medverkat i ett flertal samlingsutställningar bland annat med Sveriges allmänna konstförening och Örebro läns konstförening.
Hans målarkonst består av landskap, djurbilder, figurstycken samt några enstaka porträtt. Huvudsakligen har han utfört etsningar och teckningar med gamla byggnader och naturmotiv från Kopparbergsbygden.  
Nyland är representerad på Örebro läns museum med några blyertsteckningar samt i Örebro stads konstsamling och Örebro läns landsting.